# イースト・プレス
株式会社イースト・プレスは、東京都千代田区に本社を置く日本の出版社。

## 概要
「第一次新書ブーム」を巻き起こした光文社のカッパ・ブックス編集部の小林茂が独立して設立。2014年3月に小林茂の長女である永田和泉が社長に就任した。
1990年代までは「COMIC CUE」を中心に漫画とサブカルチャーの出版社として知る人ぞ知る存在であったが、近年では自己啓発書や翻訳書といった一般書籍、ライトノベルやティーンズ向け小説の刊行も多い。電子書籍やオーディオブックの販売にも積極的である。

## 出版物

### 書籍
- イースト新書
- イースト新書Q
- コミックエッセイの森
- Splushコミックス - ボーイズラブ漫画のレーベル。
- ソーニャ文庫 - ティーンズラブ小説の文庫レーベル。派生レーベルにSonyaコミックスがある。
- 悦文庫 - 官能小説のレーベル。

#### 過去のレーベル
- アズ・ノベルス - ボーイズラブ小説の新書レーベル。派生レーベルにアズ文庫、アズプラスコミックがあった。
- East Press Nonfiction
- よりみちパン!セ
- シュガーLOVE文庫 - 電子書籍レーベル。派生レーベルにシュガーLOVEコミックがあった。
- レガロシリーズ - ライトノベルのレーベル。
- 知的発見! BOOKS
- まんがで読破 - Teamバンミカス合同会社の企画・制作。
- CUE COMICS
- Splush文庫 - ボーイズラブ小説のレーベル。
- こどもプレス - 児童書のレーベル。
- 文庫ぎんが堂

### 過去発行していた雑誌
- 恋運暦[3] - 占いとスピリチュアルの雑誌。2012年4月終刊
- 開運帖（恋運暦の新装刊、隔月刊） - 2015年2月に休刊。
- ゴング格闘技 - 2007年2月まで日本スポーツ出版社が発行し、2007年4月より復刊したが、2017年4月に再び休刊。
- SAMURAI FOOTBALL - ゴング格闘技増刊。
- コミックめだま - 2003年1号のみで休刊。恋運暦増刊
- COMIC CUE
- ねこだま - 2008年創刊し、2号で休刊。雑誌コードをねことも（秋水社&大都社2009年- ）が継承。
- ハムスペ→あにスペ

以下の2誌は2014年5月1日付で株式会社アプリスタイルに事業譲渡されている。
- アプリスタイル - ソーシャルゲーム、スマートフォン向けゲーム情報誌。
- NHK G-Media 大相撲ジャーナル - 2011年2月までNHKサービスセンターが発行していた雑誌『大相撲中継』を2013年6月より改題・復刊した物。編集・NHKグローバルメディアサービス。雑誌自体は2017年より提携先をNHKグローバルメディアサービスから報知新聞社に変更した上で、「スポーツ報知 大相撲ジャーナル」に改題して継続している。

## ウェブメディア
- Webメディア マトグロッソ[5] - 2010年5月[6]～2013年4月まではAmazon.co.jp上の無料のWeb文芸誌。2013年4月25日より独立サイトへ移行し、その後コミックやエッセイ漫画メインのサイトに変化
- COMICポルタ[7] - WEBコミックサイト。2024年1月開設[8]
- Splush[9]  - ボーイズラブコミックレーベルサイト。2021年4月5日に電子マガジン（雑誌）形式での連載をWEBでの無料連載へ移行[10]。電子マガジン（雑誌）形式は2016年6月（Vol.1）～2021年2月（vol.57）まで配信

## 映像化作品

### テレビドラマ化作品
- 『崖っぷちのエリー〜この世でいちばん大事な「カネ」の話〜』
2010年7月9日から9月3日まで、テレビ朝日系列で毎週金曜日21:00 - 21:54に放送されたABC・テレビ朝日共同制作の連続テレビドラマ。主演は山田優。
- 『ゴーイング マイ ホーム』
2012年10月9日から12月18日まで、火曜日 22:00 - 22:54（JST）に関西テレビ・テレビマンユニオンの共同制作により、フジテレビ系列で放送されたテレビドラマ。主演は阿部寛。キャストに山口智子、宮崎あおいほか。
また、脚本・監督を務めた是枝裕和が初めて執筆した絵本『クーナ』がイースト・プレスから発売されている。
- 『早子先生、結婚するって本当ですか?』
2016年4月21日から6月16日まで、フジテレビで木曜10時に放送。主演は松下奈緒。
- 『OLですが、キャバ嬢はじめました』
2016年6月から7月にかけて、MBSテレビ制作によりTBSで放送。主演は倉持明日香。

### 映画化作品
- 『マスタード・チョコレート』
2017年4月29日に公開。監督は笹木彰人、主演は山田菜々。
MOSHIMOが、劇中歌担当＋バンド役で出演している。

### テレビアニメ化作品
- 『となりの妖怪さん』